# Mossia intervallaris
Mossia intervallaris är en isörtsväxtart som först beskrevs av L. Bol., och fick sitt nu gällande namn av Nicholas Edward Brown. Mossia intervallaris ingår i släktet Mossia och familjen isörtsväxter. Inga underarter finns listade i Catalogue of Life.